# タン・タン・タン
「タン・タン・タン」は、ワタナベフラワー&ゆーゆによる日本の楽曲。2013年6月5日にシングルCDとしてユーキャンエンタテインメント（流通はユニバーサルミュージック）より発売された。
NHKの『みんなのうた』で、2013年6月 - 7月に初放送。

## 概要
特上ロースの焼肉1枚をめぐる父と娘の熾烈な闘いを題材に、幸せな家族の食卓を描いた作品。
以前「みんなのうた」で、同じ時期（2012年2月 - 3月）に放送された楽曲「てんとうむし」（ワタナベフラワー）と「6さいのばらーど」（ゆーゆ）の歌い手で結成されたユニットが歌っている（お互いに「みんなのうた」出演は2回目）。イラストは「給食番長」シリーズの絵本作家のよしながこうたく、アニメーションはAC部が手がけた。
2012年8月 - 9月に放送された楽曲「とんとんとん」（うた：ペギー葉山）との反対語が使われている。

## 収録曲
1. タン・タン・タン
2. 上を向いて歩こう - 坂本九の楽曲のカバー
3. やったぜベイビー（歌：ワタナベフラワー）
4. きっとサンシャイン 〜ママになりたい（歌：ゆーゆ）
5. タン・タン・タン（カラオケ）